# Lycaeopsis zamboangae
Lycaeopsis zamboangae är en kräftdjursart som först beskrevs av Stebbing 1888.  Lycaeopsis zamboangae ingår i släktet Lycaeopsis och familjen Lycaeopsidae. Inga underarter finns listade i Catalogue of Life.